# Henri de Livres
Henri de Livres († 13. Mai 1493) war Prévôts des marchands (Vorsteher der Kaufmannsgilde) in Paris.

## Leben
Henri de Livres wurde 1455 zum nichtkirchlichen Berater des Parlements ernannt.
Von 1460 bis 1466 und 1476 bis 1483 war er Prévôt des marchands.
Henri de Livres war der Vertraute des französischen Königs Karl VII. und seines Nachfolgers Ludwig XI. Während des Krieges Ludwigs XI. gegen die Ligue du Bien public trug Henri de Livres entscheidend dazu bei, dass die Stadt Paris dem König die Treue hielt. Durch geschicktes Taktieren sorgte er dafür, dass die – auch in Paris – zahlreichen Anhänger der Liga nicht die Oberhand gewannen und dass die Stadt sich 1465 entschied, der Armee der aufständischen Adligen unter der Führung Karls des Kühnen die Tore nicht zu öffnen.
Er trat zwei Monate vor seinem Tod von seinem Parlements-Amt zugunsten seines Sohnes Hélie zurück.